# 422
| [ Edytuj tabelę ] |                                           |
| Cesarz Bizancjum  | - 408 Teodozjusz II 450                   |
| Król Franków      | - 420 Faramund 426                        |
| Władca Guptów     | - 414 Kumaragupta 455                     |
| Władca Korei      | - 413 Changsu 491                         |
| Papież            | - 418 Bonifacy I 422 - 422 Celestyn I 432 |
| Król Persji       | - 420 Bahram V 439                        |
| Cesarz Rzymu      | - 395 Flawiusz Honoriusz 423              |
| Król Wandalów     | - 406 Gunderyk 428                        |
| Król Wizygotów    | - 419 Teodoryk I 451                      |

Rok 422 / CDXXII
stulecia: IV wiek ~
V wiek ~
VI wiek

lata: 412 «
417 «
418 «
419 «
420 «
421 «
422
» 423
» 424
» 425
» 426
» 427
» 432

## Wydarzenia
- 10 września – rozpoczął się pontyfikat papieża Celestyna I.
- Ruas, wódz Hunów, najechał na Trację by wymusić większy haracz od władcy wschodniego imperium - Teodozjusza II.

## Urodzili się
- Licynia Eudoksja, córka cesarza wschodniorzymskiego Teodozjusza II, żona cesarza rzymskiego Walentyniana III
- 8 sierpnia – Casper, majański władca miasta Palenque

## Zmarli
- Bonifacy I - papież
- Faxian, słynny pielgrzym buddyjski (ur. ok. 337)
- Prauliusz z Jerozolimy - biskup jerozolimski (Aelia Capitolina)